# Abschnittsbefestigung Bischofsgraben

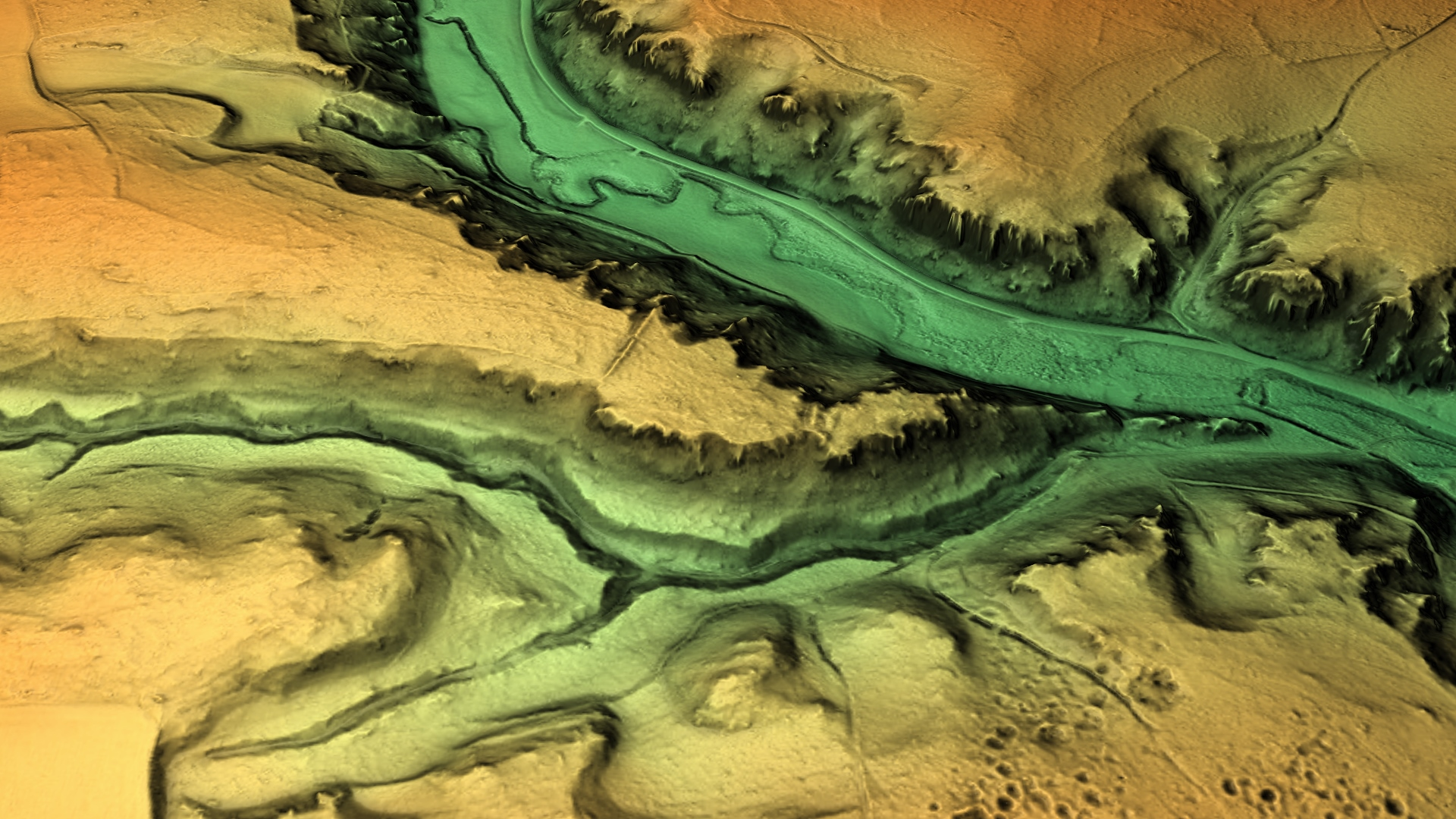
3D-Ansicht des digitalen Geländemodells

Die Abschnittsbefestigung Bischofsgraben ist eine abgegangene vorgeschichtliche Abschnittsbefestigung (Wallburg), in die wohl während des Hochmittelalters eine Höhenburg, bei der es sich um die Burg Oberwiesentfels handeln könnte, eingebaut wurde. Sie befindet sich auf 447 m ü. NHN bei Königsfeld im Landkreis Bamberg in Bayern.
Der Burgstall der Abschnittsburg befindet sich auf einem Dolomitfelssporn am Westufer der Wiesent etwa 20 bis 25 Meter steil über dem Bischofsgraben, einem Nebental der Wiesent, etwa 700 Meter westlich von Wiesentfels und 1100 Meter südöstlich von Treunitz.
Von der ehemaligen Befestigungsanlage sind noch mehrere Abschnittswälle und Grabenreste erhalten.